# إيليزا هندرسون بوردمان أوتيس
إيليزا هندرسون بوردمان أوتيس (بالإنجليزية: Eliza Henderson Boardman Otis)‏ (27 يوليو 1796، بوسطن في الولايات المتحدة - 21 يناير 1873)؛ صحفية وروائية أمريكية.